# Shiricancha (Lima)
Shiricancha es una localidad peruana ubicada en el distrito de Gorgor, perteneciente a la provincia de Cajatambo del departamento de Lima, al centro oeste del Perú. 

## Ubicación
Shiricancha se ubica al sur de la provincia de Cajatambo, en el distrito de Gorgor, en el departamento de Lima.

## Demografía
En 2017 Shiricancha tenía una población de 6 habitantes y 7 viviendas.
| Gráfica de evolución demográfica de Shiricancha entre 1993 y 2017 |
|                                                                   |
| Fuentes: Población 1993 y 2017                                    |